# Eric Defoort

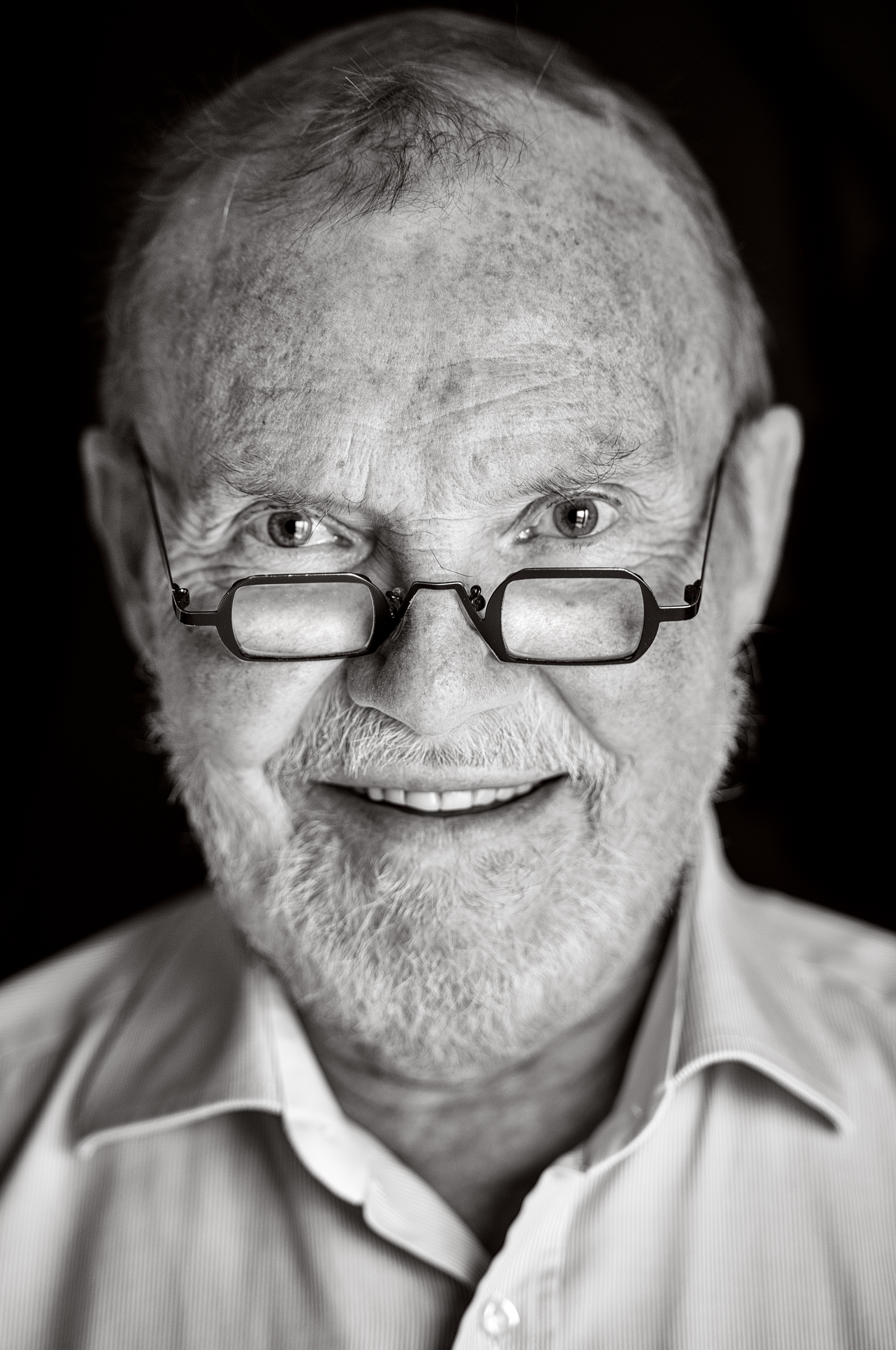
Eric Defoort (2016)

Eric Defoort (* 27. Juni 1943 in Ypern; † 17. Dezember 2016) war ein flämischer Politiker der Nieuw-Vlaamse Alliantie und Vorsitzender der Europäischen Freien Allianz (EFA).
Defoort war leitender Bibliothekar und Geschichtsprofessor an der Katholischen Universität Brüssel. Im März 2010 wurde er zum Vorsitzenden der EFA gewählt.